# Vietnamská pobřežní stráž
Vietnamská pobřežní stráž je složkou vietnamské lidové armády. Mezi její úkoly patří ochrana výsostných vod země, kontrola námořní plavby a rybolovných oblastí, záchranné operace atd. Tvoří ji především různé typy oceánských hlídkových lodí a hlídkových lodí. Velitelství pobřežní stráže je v hlavním městě Hanoj. Pobřeží země je pak rozděleno do čtyř operačních oblastí.

## Historie
Vietnamská námořní policie byla vytvořena roku 1998 jako složka vietnamského námořnictva. Od roku 2008 byla pobřežní stráž převedena do působnosti ministerstva obrany a od roku 2013 používá v angličtině název Vietnamská pobřežní stráž. Vznik a posilování kapacit pobřežní stráže je reakcí na růst napětí v oblasti jihovýchodní Asie, ke kterému přispívají teritoriální spory, nárůst námořní dopravy a kriminality. Vliv má rovněž aktivita Čínské pobřežní stráže, která s rostoucím důrazem podporuje čínské národy v oblasti. Své pobřežní stráže proto rozvíjejí nejen Vietnam, ale mezi jinými také Indonésie, Malajsie a Filipíny.
Významným impulsem byl incident Hai Yang Shi You 981 z roku 2014. Když ČLR dopravila do sporné oblasti v Paracelských ostrovech ropnou plošinu, Vietnam na místo vyslal svá plavidla, aby zabránila jejímu umístění, ta ale neuspěla v konfrontaci s čínskými doprovodnými plavidly (zejména kolize plavidel). Pro Vietnam vyvstala jednoznačná potřeba posílení jeho námořnictva, a to zejména většími plavidly na úrovni oceánských hlídkových lodí.
Pobřežní stráž spolupracuje s podobnými složkami dalších zemí, například USA, Indie a Japonska. Od roku 2009 probíhá spolupráce s Pobřežní stráží Spojených států amerických. V roce 2017 byl Vietnamu darován kutr USCGC Morgenthau. V roce 2019 bylo oznámeno, že pobřežní stráži bude věnován ještě druhý kutr téže třídy. Vietnam z USA získal i další menší hlídkové čluny, například šest 14metrových člunů třídy Defiant a šest 14metrových člunů Metal Shark.

## Složení

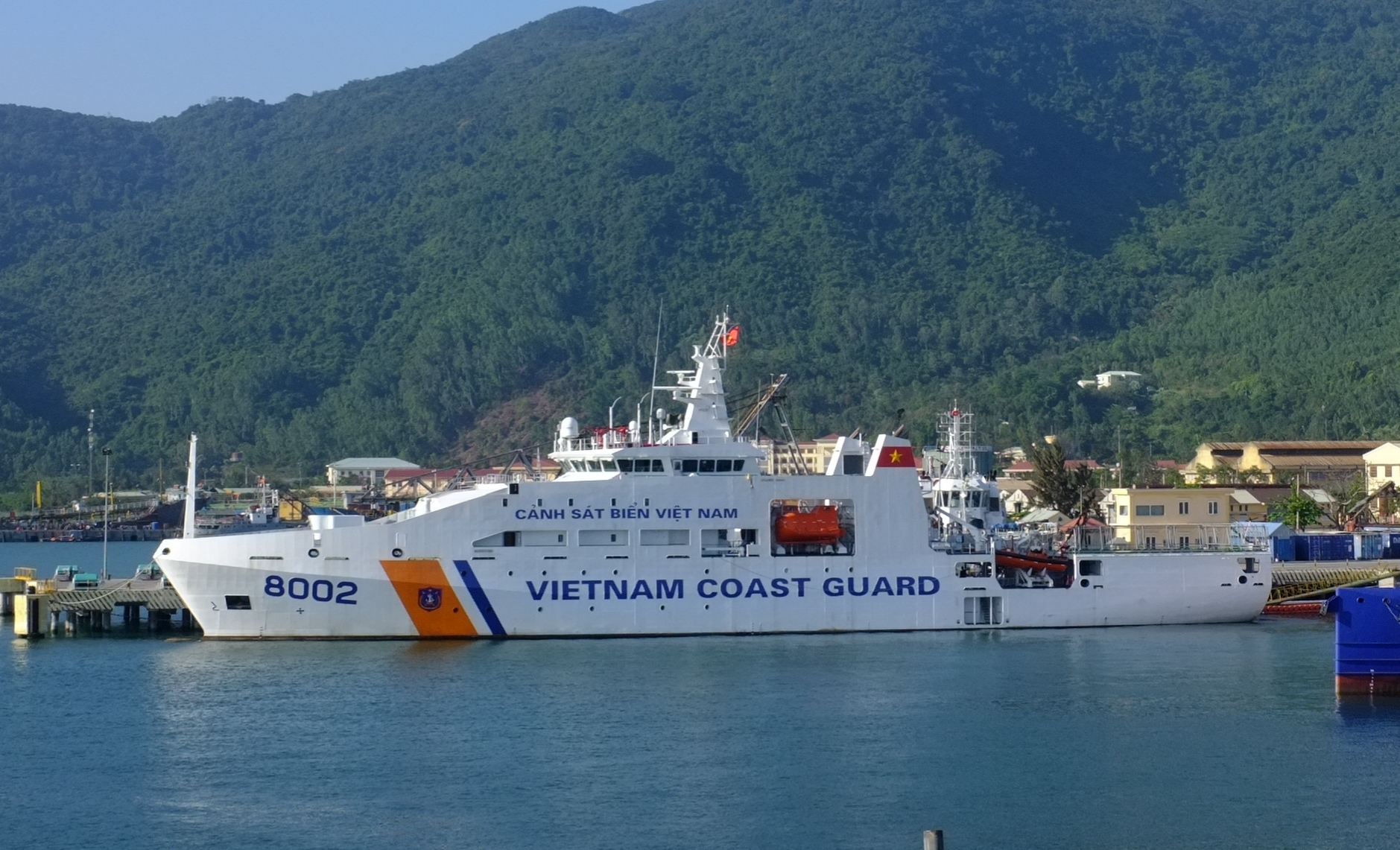
Oceánská hlídková loď CSB-8002

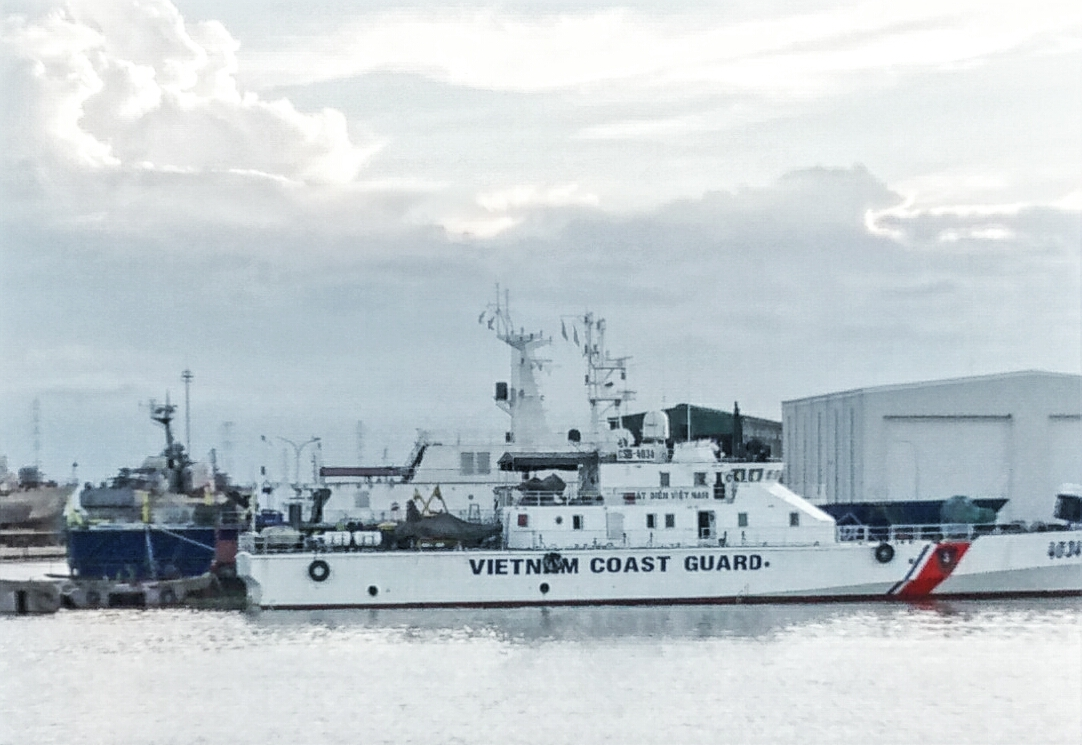
Hlídková loď CSB-4034

- Třída DN-2000 (Damen 9014 OPV) – oceánská hlídková loď
  - CSB 8001
  - CSB 8002
  - CSB 8004
  - CSB 8005

- Třída Hamilton
  - CSB 8020 (ex USCGC Morgenthau)
  - CSB 8021 (ex USCGC John Midgett)
  - CSB 8022 (ex USCGC Mellon)

- Třída Hangang 1
  - CSB 8003 (ex Hangang 1)

- Třída TT-400 (9 ks)

- Třída TT-200 (14 ks)

- Třída TT-120 (14 ks)

- Třída TS-500CV (3 ks)

- Damen Salvage Tug 4612 (5 ks) – oceánská remorkérová a záchranná loď

- CSB 7011 – zásobovací loď

- Metal Shark 45 Defiant (24 ks)

- James Boat Technology MS 50S (26 ks)

- 2× hlídkový letoun CASA C-212-400 Aviocar

## Plánované akvizice
- Třída DN-4000 – oceánská hlídková loď (2 ks)
- Šest hlídkových lodí, které budou derivátem japonské třídy Aso